# پوجیو میرتتو
پوجیو میرتتو (به ایتالیایی: Poggio Mirteto) یک کومونه در ایتالیا است که در استان ریتی واقع شده‌است.

## خصوصیات
پوجیو میرتتو ۲۶٫۴ کیلومترمربع مساحت و ۵٬۸۷۹ نفر جمعیت دارد و ۲۴۶ متر بالاتر از سطح دریا واقع شده‌است.